# Phaulernis dentella
Phaulernis dentella — вид лускокрилих комах родини зонтичних молей (Epermeniidae).

## Поширення
Вид поширений у більшій частині Європи, на Кавказі та Західному Сибіру.

## Опис
Розмах крил 9-10 мм. Передні крила чорно-бурі, з розсипом білих лусочок, на спині є чіткий пучок щетинок.

## Спосіб життя
Існує одне покоління на рік. Метелики літають в червні, і іноді їх можна побачити на квітках харчової рослини. Личинки харчуються насінням Pimpinella saxifraga, Chaerophyllum bulbosum, Chaerophyllum temulum, Aegopodium podagraria, Heracleum sphondylium та Angelica sylvestris. [Личинки жовтуваті з темно-коричневою голівкою і живуть у насінні, які сплетені докупи. Личинки трапляються з липня по серпень. Зимує на стадії лялечки у відкритому мережевому коконі.